# Sodražica
Sodražica (em alemão:  Soderschitz) é um município da Eslovênia. A sede do município fica na localidade de mesmo nome.